# Govinda III

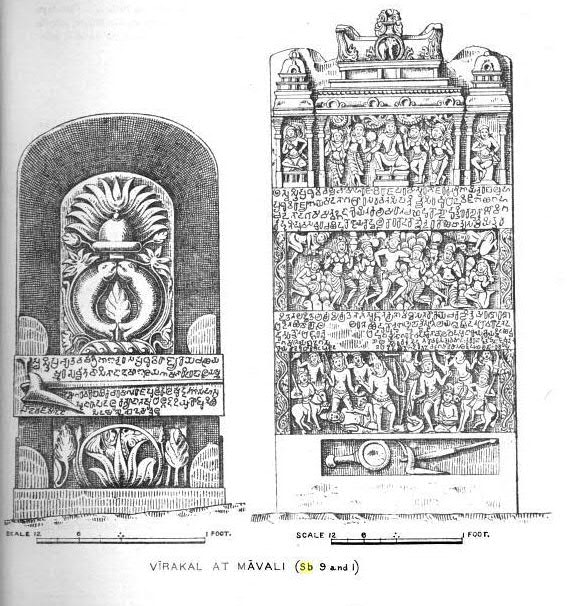
Inscripción poética en kannada antiguo (izquierda-, derecha-) del rey Rashtrakuta Govinda III en Mavali, distrito de Dharwad.

Govinda III (reinado 793-814 d. C.) fue un famoso gobernante rashtrakuta que sucedió a su ilustre padre Dhruva Dharavarsha. Fue militarmente el emperador más exitoso de la dinastía con conquistas exitosas -desde Kanyakumari en el sur hasta Kannauj en el norte, desde Benarés en el este hasta (Bharuch) en el oeste. Tuvo títulos como Prabhutavarsha, Jagattunga, Anupama, Kirthinarayana, Prithvivallabha, Shrivallabha, Vimaladitya, Atishayadhavala y Tribhuvanadhavala. Por la inscripción de Someshvara del año 804 se sabe que Gamundabbe fue su reina principal.

## Guerra de sucesión
Aunque Govinda III se convirtió en emperador no fue sin antes tener que enfrentarse a algunas disputas familiares internas. Su hermano mayor Kambarasa (también conocido como Stambha) que codiciaba el trono fue a la guerra habiendo formado una alianza de doce jefes como está escrito en el registro de Navasari. Otros registros como los de Sisvayi y Sanjan mencionan el apoyo a Govinda III por parte de su hermano Indra y la victoria contra las fuerzas combinadas de Kambarasa. Shivamara II de la dinastía Ganga Occidental de Talakadu se había unido a Kambarasa pero tras la derrota fue encarcelado por segunda vez mientras que Kambarasa fue indultado y se le permitió gobernar desde Gangavadi.

## Captura de Kannauj
Desde su capital en Mayurkhandi, en el distrito de Bidar, Govinda III llevó a cabo su campaña al norte en el año 800 d. C. Consiguió la sumisión de Gurjara-Pratihara Nagabhata II, Dharmapala de la dinastía Pala y el gobernante títere de Kannauj, Chakrayudha. Se dice que Nagabhata II huyó del campo de batalla. Las placas Sanjan de Govinda III mencionan que el caballo de Govinda III bebió el líquido helado que burbujea en el arroyo Himalaya y sus elefantes de guerra probaron las aguas sagradas del Ganges. Los gobernantes de Magadha y Bengala también se sometieron a él. Una inscripción del año 813 afirma que Govinda III conquistó Lata (sur y centro de Guyarat) e hizo a su hermano Indra gobernante del territorio. Esto, en efecto, se convirtió en una rama del Imperio Rashtrakuta. Sin embargo, otra opinión es que Govinda III tenía el control de las regiones entre Vindhyas y Malwa en el norte hasta Kanchi en el sur, mientras que el corazón de su imperio se extendía desde el río Narmada hasta el río Tungabhadra.
Tras la conquista de Malwa, Govinda III se aseguró de que la dinastía Paramara gobernara como vasallos de la dinastía Rashtrakuta en el año 800 d. C.

## Conquistas del sur

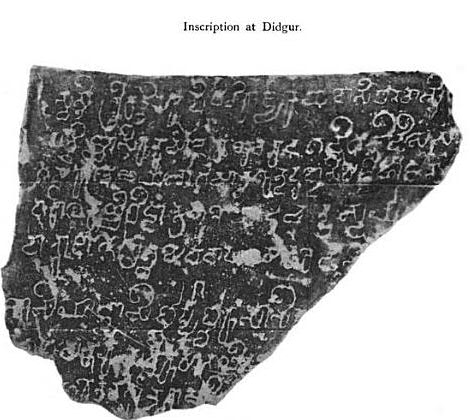
Inscripción fragmentaria en kannada antiguo de Didgur, distrito de Dharwad, Karnataka, durante el gobierno del rey Rashtrakuta Govinda III

Los Chalukyas orientales, que habían adoptado una postura antagónica contra los Rashtrakutas, tuvieron que enfrentarse de nuevo a la ira de Govinda III, que derrotó a Chalukya Vijayaditya II e instaló a Bhima Salki como su gobernante. Además, derrotó al rey de Kaushal (Kosala) y ocupó partes de Andhra y derrotó a Pallava Dantivarman en 803 en Kanchi. Llegó a obtener la sumisión del rey de Ceilán sin ni siquiera ir a la batalla. Se dice que el rey de Ceilán le envió dos estatuas, una de él mismo y otra de su ministro como acto de sumisión. El registro Nasari afirma que ahora todos los reinos del país tamil, los Cholas, Pandyas y los Keralas pagaban su tributo a Govinda III.
Nunca el Imperio Rashtrakuta había alcanzado tales niveles de éxito militar y cénit de gloria. Govinda III murió en 814. Su hermano Indra fundó durante este tiempo la rama de Guyarat (Lata). Le sucedió su hijo Amoghavarsha.